# Аксан
Аксан (каз. Ақсан) — село в Баянаульском районе Павлодарской области Казахстана. Расположено в 242 км к юго-западу от Павлодара и в 18 км к югу от Баянаула. Село является административным центром Аксанского сельского округа. Код КАТО — 553633100.

## История
Село было основано в 1950-е годы в урочище Аксан (в переводе с казахского — «белое бедро» или «склон горы»).
Село было центральной усадьбой бывшего овцеводческого совхоза «Баянаульский», образованного в 1957 году на базе колхозов «Большевик», имени XVIII партконференции и имени Джамбула.

## Население
В 1985 году в селе жили 411 человек, в 1999 году население села составляло 438 человек (206 мужчин и 232 женщины). По данным переписи 2009 года, в селе проживало 329 человек (166 мужчин и 163 женщины).